# 西京大学校
西京大学校（ソギョンだいがっこう、英称: Seokyeong University）は、ソウル特別市城北区貞陵4洞（チョンヌンサドン）16-1に本部を置く大韓民国の私立大学である。1947年に設置された。
建学理念は「広く人間社会を有益にする」で、有能な人材を養成し理想的な社会の実現に寄与することにある。教育目標は建学理念に則り「智・仁・勇」を兼ね備えたリーダーシップを有する人材の育成と、創造性豊かで探究心と教養のある専門家を養成することである。「東京には東京大学が、北京には北京大学が、ソウルには西京大学が夢を実現させてくれる。」
また、海外の多くの大学と姉妹提携を締結し、交換留学制度を有すが、日本の姉妹校は大分大学（1996/12）、広島市立大学（2005/3）、大東文化大学（2010/6）である。

## 沿革
- 1940年10月 - 学校設立（名称：韓国大学）。
- 1949年2月 - 経済学科を廃止。
- 1955年3月 - 国際大学に改名。
- 1956年2月 - 国文学科を新設し、化学科を廃止。
- 1956年4月 - 2学部5学科になる。
  - 法政学部：法律学科、政経学科
  - 文理学部：国文学科、英文学科、数物学科
- 1959年11月 - 家庭学科新設。数物学科廃止。2学部5学科。
- 1960年2月 - 経済学科新設。
- 1961年12月
  - 学科廃止：政経学科、家庭学科
  - 新設学科：経営学科、日語日文学科、家庭学科
  - 2学部7学科
- 1970年1月 - 経営大学院設立。
- 1978年1月 - 家庭学科廃止。貿易学科新設。
- 1980年2月 - 経営大学院を廃止。
- 1981年3月 - 人文科学研究所、社会科学研究所、産業経営研究所、韓日研究所設立。
- 1987年4月 - 3学部9学科になる。
- 1987年10月 - 経常学部に会計学科を新設。
- 1988年3月 - 校舎を現住所に移転（ソウル特別市の城北区にある西京路〔ソギョンロ〕124）
- 1990年10月 - 理工学部新設。
- 1991年10月
  -  新設学科：ロシア語ロシア文学科、中語中文学科、化学科、応用数学、産業デザイン学科
- 1992年7月 - 大学院設立** 新設学科：生物工学科、コンピューター工学科
- 1992年9月 - 西京大学校に校名を変更。4学部20学科。
  - 人文科学部：国語国文学科、英語英文学科、日語日文学科、中語中文学科、ロシア語ロシア文学科
  - 社会科学部：法学科、行政学科、経済学科、経営学科、貿易学科、会計学科、電算統計学科
  - 理工学部：情報処理学科、応用統計学科、産業経営システム工学科、応用数学科、化学科、生物工学科、コンピューター工学科
  - 芸術学部：産業デザイン学科
- 1996年5月 - ロシアのハバロフスク工科大学と姉妹提携の締結。
- 1996年6月 - 中国の延辺大学と姉妹提携の締結。
- 1996年12月 - 日本の大分大学と姉妹提携の締結。
- 1997年6月 - 中国の北京語言大学と姉妹提携の締結。
- 1997年11月 - 都市工学科、コンピューター工学科（夜間）を新設。フランスのシャンベリ大学（Chambéry campus）と姉妹提携の締結。
- 1998年3月 - ロシアのコムソモリスク・ナ・アムーレ大学と姉妹提携の締結。
- 1998年7月 - ロシアのノヴォシビルスク大学と姉妹提携の締結。
- 1999年11月 - 学部制実施。
  - 4大学5学部、昼間13学科、夜間10学科
- 2000年2月 - 第5代総長にミン・ビョンチョンが就任。
- 2000年7月 - 大学院に博士課程新設：コンピューター科学科。
- 2000年8月 - 4大学5学部、昼間17学科、夜間6学科。
  - 学科名称変更：電算情報管理学科→情報管理学科
  - 昼間となった学科：ロシア語学科、中語学科、児童学科、会計学科
- 2001年8月 - 時間登録制、季節学期施行。
  - 新設学部：ヨーロッパ語学部（ロシア語専攻、フランス語専攻/40人）
  - 新設学科：電子商取引学科（40人）
  - 昼間となった学科：フランス語科、経済学科、情報管理学科
  - 学科名変更
    - ロシア語学科→ロシア語専攻
    - フランス語科→フランス語専攻
    - 化学科、応用化学科、情報管理学科→インターネット情報学科

  - 4大学5学部、昼間22学科、夜間2学科
- 2002年11月
  -  新設学科：ソフトウェア学科、美容芸術学科
  - 4大学5学部、昼間24学科、夜間3学科
- 2003年4月 - 中国の東北財経大学と姉妹提携の締結。
- 2004年6月 - ロシアのノボシビルスク国立工科大学校と姉妹提携の締結。
- 2004年7月 – ファッションデザイン学科、デザイン学部を新設。
  - 台湾の中国文化大学と姉妹提携の締結。
- 2005年3月 - 日本の広島市立大学と姉妹提携の締結。
- 2007年3月 - ROTC創設。
- 2010年6月 - グローバル経営学科、国際ビジネス語学部を新設。
- 2011年9月 - 台湾の明道大学と姉妹提携の締結。
- 2011年11月 - ペルーのUSILと姉妹提携の締結。
- 2012年2月 - 台湾の中国文化大学と共同学位協約の締結。（美容芸術分野）
- 2012年3月 - ペルーのUSILと共同学位協約の締結。（美容芸術、コンピューター工学、電子工学分野）
- 2012年4月 - 台湾の玄奘大学と共同学位協約の締結。
- 2012年6月 - 4単科大学7学部15学科。
  - 一般大学院：修士課程10学科、博士課程5学科
  - 経営大学院：修士課程2学科
  - 美容芸術大学院：修士課程1学科
- 2012年10月 - 台湾の稲江科技曁管理学院と姉妹提携の締結。
- 2013年6月 - 陸軍本部と学軍協約の締結。（軍事学科）
- 2015年6月 - フランスのJean Monnet Universityと姉妹提携の締結。
- 2015年9月 - 教育府大学機関評価認証（1周期）大学に選定。
- 2015年12月 - 中国のHarbin Cambridge Universityと姉妹提携の締結。
- 2016年2月 - 西京革新院の設立。（大学革新及び評価センター、革新力量教育センター、財政支援事業支援センター、教授学習支援センター、人性教育センター、進路心理相談センター、就業支援センター、創業支援センター、社会奉仕支援センター、総合サービスセンター）
- 2016年2月 - パレスチナのAl-Quds大学と姉妹提携の締結。
- 2016年4月 - 人性教養大学の設置。（傘下の教養教育研究所の設置）、言語文化教育院 の設立。
- 2016年5月 - 多文化研究センターの設立。
- 2016年11月 - 外国人学生支援センターの設立。（直属機関）
- 2017年1月 - 教育府の教員養成機関の評価にて最優秀のA等級に選定。
- 2017年3月 - 美容芸術大学の新設。実用音楽英才教育院の設立。
- 2017年10月 - 開校70周年。
- 2017年9月 - 6単科大学7学部17学科。
  - 一般大学院：修士課程11学科、博士課程5学科
  - 経営文化大学院：修士課程3学科
  - 美容芸術大学院：修士課程1学科
- 2018年3月 - 6単科大学5学部19学科。
  - 一般大学院：修士課程11学科、博士課程5学科
  - 経営文化大学院：修士課程3学科
  - 美容芸術大学院：修士課程1学科
  - 日韓文化芸術研究所の設立（旧：日韓文化研究所）
- 2019年8月 - 融合大学の設立。
- 2019年11月 - 
  - 大学院修士課程の新設 - 実用音楽学科
  - 実用音楽大学院修士課程新設 - 実用音楽学科
  - 西京公演芸術創作研究所、韓仏文化芸術研究所の設立。
- 2019年12月 - 西京SKON保育園の開園。
- 2020年3月 - 6単科大学5学部19学科。
  - 一般大学院：修士課程12学科、博士課程5学科
  - 経営文化大学院：修士課程3学科
  - 美容芸術大学院：修士課程1学科
  - 実用音楽大学院：修士課程1学科

## 設置大学・専攻
1.人文社会科学大学
- 国際ビジネス語学部
  - 日本語専攻（韓国語）
    - 日本語専攻の特徴は家族のように和気藹々としていることである。
    - 日本の交流大学からの交換留学生と共に学び、放課後も様々な形で交流を行っている。
    - 学生は合宿や日本語演劇など学科の行事にも積極的に参加する。
    - 就職率も高く、2016年の卒業生は90％であった。
    - 大学外でも様々な活動を行っている。
      - クールジャパン・プログラムの参加
      - 通訳のボランティア＆アルバイト
      - ”日韓交流おまつり”などボランティア活動への参加

    - 日本語原語演劇は、交換留学生と韓国人の学生が協力し合い作品を作る中で、関係を深めている。

  - 英語専攻（韓国語）
  - 中国語専攻（韓国語）
  - ロシア語専攻（韓国語）
  - フランス語専攻（韓国語）
- 広告広報コンテンツ学科 （韓国語）
- 文化コンテンツ学部
  - 文化コンテンツ専攻（韓国語）
- 公共人材学部 （韓国語）
  - 公共人材専攻
  - 警察行政専攻
- 経営学部 （韓国語）
  - グローバル経営専攻
  - 経営専攻
- 児童学科 （韓国語）
- 軍事学科 （韓国語）

3.理工大学
- ソフトウェア学科（韓国語）
- 金融情報工学科（韓国語）
- 電子コンピューター工学科 （韓国語）
- ナノ化学生命工学科（韓国語）
- 物流システム工学科 （韓国語）
- 都市工学科 （韓国語）
- 土木建築工学科 （韓国語）

4.公演芸術大学
- 公演芸術学部
  - 演技専攻（韓国語）
  - 演出専攻 （韓国語）
  - 舞台技術専攻（韓国語）
  - モデル演技専攻（韓国語）
  - 舞台ファッション専攻（韓国語）
  - ミュージカル専攻 （韓国語）
- 音楽学部（韓国語）
  - 管弦楽専攻（管楽・弦楽・打楽の14専攻）
  - ピアノ専攻
- 実用音楽学部（韓国語）
  - 管楽専攻（サックス・トランペット・トロンボーン）
  - ベース専攻
  - ドラム専攻
  - ギター専攻
  - ピアノ専攻
  - 作曲専攻
  - ボーカル専攻
  - シンガーソングライター専攻
- 舞踊芸術学部（韓国語）
  - 韓国舞踊専攻
  - 実用舞踊専攻

5. デザイン＆映像大学
- デザイン学部
  - VD_ビジュアルデザイン専攻 （韓国語）
  - LF_ライフスタイルデザイン （韓国語）
  - 映画映像学科 （韓国語）

6. 美容芸術大学
- 美容芸術学部（韓国語）
  - ヘアデザイン学科
  - メイクアップデザイン学科
  - ビューティーテラピー＆メイクアップ学科

## 大学院
1.一般大学院（韓国語）
- 文化芸術学科
- 経営学科
- 電子コンピューター工学科
- ナノ生命工学科
- 都市基盤防災工学科
- デザイン学科
- 音楽学科
- 舞踊芸術学科
- 美容芸術学科
- 演劇映画学科

2.経営文化大学院（韓国語）
- 経営学科
- 物流学科
- 東洋学科

3.美容芸術大学院（韓国語）
- 美容芸術学科

## 付属研究所
- 人文科学研究所
- 社会科学研究所
- 産業経営研究所
- 産業技術研究所
- 韓日文化研究所
- 都市科学研究所
- 統一問題研究所
- 品質アカデミー
- 学生生活研究所
- 軍事学研究所
- 文化芸術コンテンツ研究所
- 舞台衣装研究所
- VR未来融合センター
- 大衆音楽研究所
- 多文化教育センター
- 言語教育院

## 校内言論機関
ソギョン新聞社と呼ばれる、「西京大新聞」を発行する校内新聞社を有する。1955年に創立された。
現在は紙面だけでなくフェイスブックにて閲覧可能となっている。

## 学生生活
1.学生会
- 総学生会
- 理工大学生会
- 人文大学生会
- 社会科学学生会
- 芸術大学生会
- 卒業準備委員会
- 学生福祉委員会

2.サークル
サークル連合会
- 公演関連サークル
  - WORKERS：音楽活動（バンド活動）
  - FID（Film In Dream）：映画鑑賞、及び映画製作
  - Out　&　Out：　手作りアクセサリーの作成、及び販売
  - SDR：音楽活動（ラップ、ダンス、歌など）
  - グラミー（그라미）：音楽活動（様々な楽器による）
- 教養関連サークル
  - NET：毎年テーマを決め活動。ブログ運営
  - Team SKU：オンラインゲームの競技大会に参加など
  - ヌルプウルン（늘푸른）：環境を考えた活動
  - ザーサルム（더삶）：文化ボランティア活動
  - It cloud：IT　関連事項の学習、及び公募展出品
- 展示創作関連サークル
  - アニムーン（애니문）：漫画やアニメ
  - EUREKA：広告創作
  - プリズム：写真撮影か及び、感共有
- 宗教関連サークル
  - CAM　Christian
  - CCC　Christian
  - IVF　Christian
  - UBF　Christian
  - YWAM　Christian
  - カルビンスクール　Christian
  - カトリック　Catholic
  - ズンサンド（증산도）
- 体育関連サークル
  - OZ：スケートボードなど
  - ヅバキー（두바퀴）：自転車
  - センムリム（생무림）：中国武術と茶道
  - スナイパ（스나이퍼）：サッカー
  - JUST：バスケッボール
  - チョクシタ（적시타）：野球
  - チョンムフェ（청무회）：武術
  - ピンスリー（핀쓰리）：ボーリング
- 学術分科サークル
  - IS：株式投資
  - ゴンモザドル（공모자들）：様々な公募展に参加
  - 民事・刑事法研究会：模擬裁判など活動
  - あるある：日本語の自律的学習
  - TIME：英語学習

## 海外交流校
以下の大学と交換学生制度などを有し交流を行っている。
1.日本
- 大分大学
- 広島市立大学
- 大東文化大学

2.中国・台湾
- 延邊大學
- 北京語言大学
- 东北财经大学

3.フランス
- サヴォワ大学（University of Savoie）

4.ロシア
- 太平洋大学（Тихоокеанский государственный университет）
- コムソモリスク・ナ・アムーレ工科大学（Комсомо́льск-на-Аму́ре университет）
- ノヴォシビルスク州立大学（государственный университет）
- アムル国立人文師範大学（Аму́рский госуда́рственный университе́т）